# Козиревськ (аеропорт)
Козиревськ (ICAO: UHPO) — місцевий аеропорт, розташований за 3 км на північний схід від смт. Козиревськ у Камчатському краї. У 1995 році Міністерство транспорту Росії закрило аеропорт через нерентабельність.